# Adrian Petrea
Adrian Dănuț Petrea (Bákó, 1978. június 28. –) román válogatott kézilabdázó, edző.

## Élete
Bákón született 1978-ban. Sportpályafutása a junioroknál kezdődött, mint balátlövő, az IMU Bacău együttesénél. 2001-ben került a fővárosba, a Dinamóhoz, majd a 2002/2003-as szezonra a moldvai férfi FibrexNylon Săvinești csapatához szerződött le. Egy szezon erejéig visszatért a Dinamóhoz, majd a román válogatottban több alkalommal is szereplő Petrea 2004-ben a francia Créteil, 2006-tól pedig a PontaultCombault játékosa volt. 2007-ben leszerződött a Pick Szegedhez két évre – amivel Magyar Kupa győzelmet ünnepelhetett –, majd 2010-től a Reșițánál folytatta tovább. 2011 elején visszatért szülővárosa csapatához, a Știința Bacăuhoz. 2014-ben már mint a HS Caraș-Severin játékosa jelentette be visszavonulását. Ezt követően, 2014 és 2016 között – az általa alapított kézilabda klub – a resicabányai HC Adrian Petrea Reșița együttesének edzőjeként dolgozott.